# Dude Ranch
Dude Ranch är ett musikalbum av blink-182, släppt den 17 juni 1997.

## Låtar på albumet
1. "Pathetic"
2. "Voyeur"
3. "Dammit"
4. "Boring"
5. "Dick Lips"
6. "Waggy"
7. "Enthused"
8. "Untitled"
9. "Apple Shampoo"
10. "Emo"
11. "Josie"
12. "A New Hope"
13. "Degenerate"
14. "Lemmings"
15. "I'm Sorry"